# غاريقون بنفسجي داكن
غاريقون بنفسجي داكن (الاسم العلمي:Agaricus atroviolaceus ) هو نوع الفطريات يتبع جنس الغاريقون من الفصيلة الغاريقونية.